# 陳立國 (外交官)
陳立國，中華民國外交官、政府官員。畢業於國立臺灣大學外國語文學系學士、國立臺灣師範大學英語研究所碩士，曾任外交部北美司副司長、駐美國臺北經濟文化代表處國會組長／公使銜副代表、外交部北美司長、駐貝里斯大使、外交部歐洲司長、駐歐盟兼駐比利時代表處大使銜代表、外交部常務次長兼行政院經貿談判辦公室副總談判代表等職務，候任駐捷克臺北經濟文化辦事處大使銜代表。

## 職業生涯
2014年12月，美國同意軍售台灣4艘派里級巡防艦。瞭解美国国会生態的人士表示「沒有這兩個人，不會有派里級巡防艦這個法案」。這件軍售案本來已經沒有了，然而硬是被這兩位想方設法，最後成為國會全面支持的法案。這兩個人正是駐美國代表處國會組長陳立國與秘書焦國祐。按前述人士的說法「你不能講出個道理，沒有人會幫你」。第2次派駐美國的陳立國，偕同首次外派的焦國祐與其他同仁研究出路，建議國會重量級議員把這項軍售案單獨抽出，不再與其他涉及美國兩黨之爭的議案掛在一起。而且不但找議員，更要直接找國會助理，最終把這個案子起死回生。
2017年9月，美国国务院官網將介紹台灣頁面中的中華民國國旗撤下，除了駐美國代表處積極致電美國國務院表達關切與不滿，中華民國外交部北美司長陳立國於10月17日透露，已經多次向美方表達要「掛回我方國旗」的立場，但美方都只回應「他們對台灣的政策沒有任何改變」。陳立國也替台美關係緩頰，稱雙方互動緊密，溝通非常順暢，希望美方繼續維持一貫的立場，不希望有任何突兀的改變。
2019年10月，美國國務院西半球事務局首席副助理國務卿鄭智允訪問貝里斯，並在Twitter轉發與中華民國駐貝里斯大使陳立國會面的照片，表示「與陳大使相談甚歡」。同時表達美方對台貝建交30周年的祝賀之意，雙方並就台貝關係有所討論。

## 外部連結
- 陳建瑜. . 工商時報. 2017年12月19日  [2019年11月4日]. （原始内容存档于2019年11月4日）.
- 中央社. . TVBS新聞台. 2018年1月16日  [2019年11月4日]. （原始内容存档于2019年11月4日）.
- 綜合報導. . 民報. 2018年7月12日  [2019年11月4日]. （原始内容存档于2019年11月4日）.
- 郭曜榮. . 大紀元新聞網. 2018年10月11日  [2019年11月4日]. （原始内容存档于2020年1月7日）.